# Spatholobus viridis
Spatholobus viridis är en ärtväxtart som beskrevs av Wiriad. och Ridd.-num.. Spatholobus viridis ingår i släktet Spatholobus och familjen ärtväxter. Inga underarter finns listade i Catalogue of Life.